# 1683
1683. је била проста година.

## Догађаји

### Април
- 9. април — Француски истраживач Робер Кавелије де ла Сал је открио ушће Мисисипија и прогласио га француским поседом Луизијаном у част Луја XIV.

### Јун
- 12. јун — Турска војска је почела другу опсаду Беча.

## Смрти

### Јануар
- Википедија:Непознат датум — Свети Павле Невољник - хришћански светитељ